# Wladimir Monomach (Schiff)
Die Wladimir Monomach (russisch Владимир Мономах) war eine Panzerfregatte der Kaiserlich-Russischen Marine. Das Schiff war das zweite einer Klasse von zwei Schiffen; Typschiff war die Dmitri Donskoi (Дмитрий Донской).
Am 10. Februar 1881 auf Kiel gelegt, wurde das Schiff bei den Baltischen Werken in Sankt Petersburg gebaut und am 10. Oktober 1882 vom Stapel gelassen. Die Indienststellung erfolgte am 1. Juli 1883. In aussichtsloser Lage wurde es am 15. Maijul. / 28. Mai 1905greg. während der Seeschlacht bei Tsushima von der Besatzung selbst versenkt. In den Flottenlisten der Kaiserlich-Russischen Marine wurde das Schiff als Kreuzer 1. Ranges geführt. Aufgrund der Ausführung der Panzerung wird das Schiff in der russischen Literatur auch als halbgepanzerte Fregatte (полуброненосный фрегат) bezeichnet.

## Bau

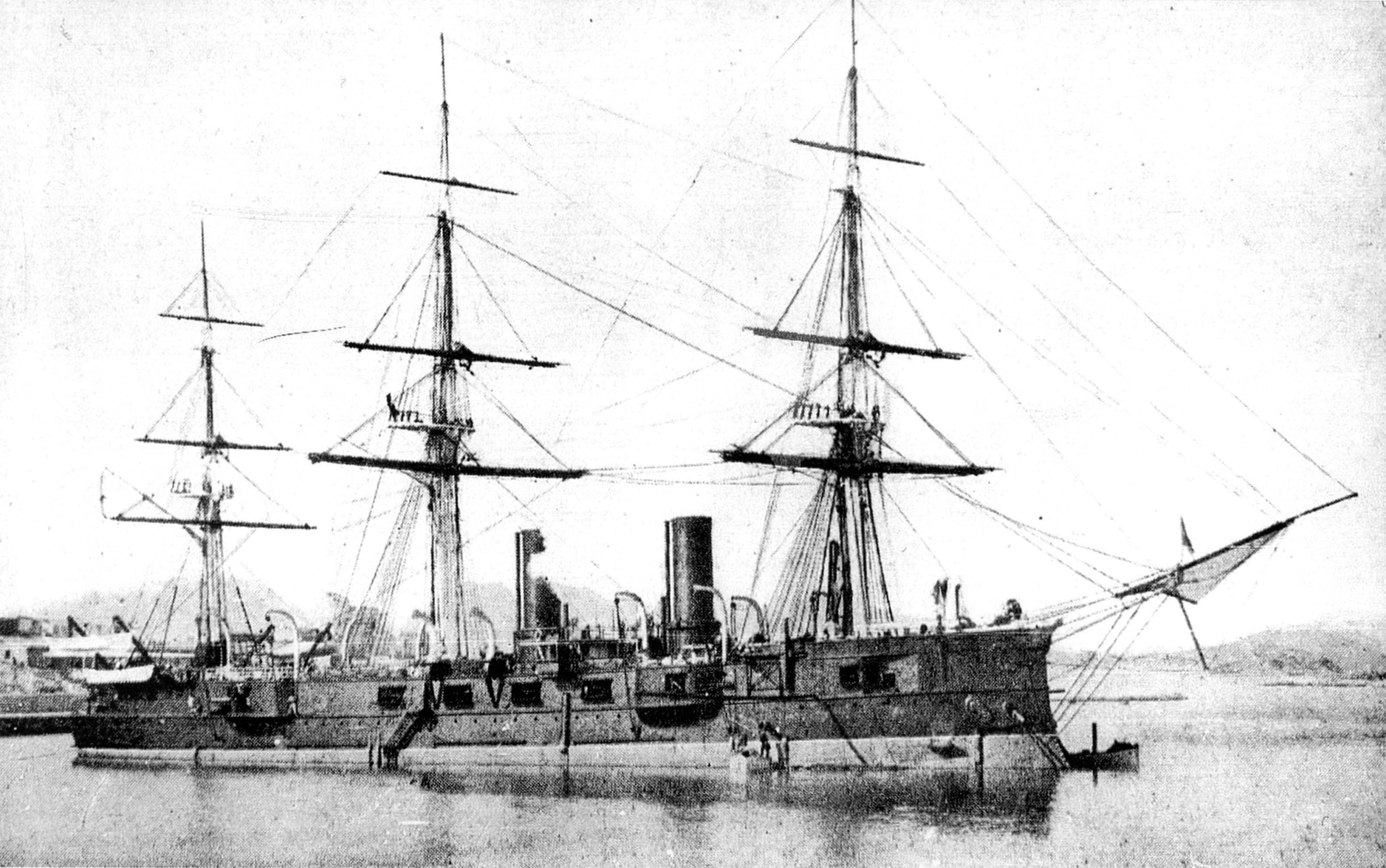
Die Wladimir Monomach in der ursprünglichen Ausführung

Ungeachtet der Tatsache, dass die Wladimir Monomach als zweites Schiff der Serie auf Kiel gelegt wurde, wurde sie eher fertiggestellt als die auf der Neuen Admiralitätswerft gebaute Dmitri Donskoi. Während des Baus gab es ständig Änderungen am Projekt, so dass die beiden Schiffe nach Fertigstellung große Unterschiede aufwiesen. Die hauptsächlichsten Unterschiede bestanden im Bereich der Artillerie. Die Wladimir Monomach wurde mit vier veralteten 20,3-cm-Kanonen mit einer Länge von 22 Kalibern ausgerüstet. Das Batteriedeck war ebenfalls anders gestaltet. Bei der Wladimir Monomach war es nach oben offen, lediglich über den vier 20,3-cm-Kanonen wies es eine Abdeckung nach oben auf. Die Maschinenanlage unterschied sich in der Aufstellung der Maschinen und Kessel.
Am 1. Juni 1883 erreichte das Schiff bei Probefahrten eine Geschwindigkeit von 16,28 Knoten bei einer projektierten Geschwindigkeit von 16 Knoten. Die Wladimir Monomach war damit das erste Schiff der russischen Flotte, das seine Konstruktionsgeschwindigkeit überbot.

## Einsatz

### 1. Einsatz im Pazifik, 1884–1887
Im August 1883, noch vor Abschluss der Erprobungsfahrten, begleitete die Wladimir Monomach die Staatsyacht Derschawa (Держава) mit der kaiserlichen Familie an Bord nach Kopenhagen. Nach ihrer Rückkehr wurde sie in die Baltische Flotte eingegliedert.
Am 29. September 1884 lief das Schiff aus der Ostsee in Richtung Mittelmeer aus. Von dort aus verlegte die Wladimir Monomach in den Fernen Osten. Auf dem Weg von Port Said nach Sues wurde das Schiff vom neuen britischen Schlachtschiff Agamemnon begleitet, konnte sich aber noch im Sueskanal der Beobachtung durch das britische Schiff entziehen und erreichte Nagasaki, wo die Wladimir Monomach die Flagge des Kommandierenden des Pazifikgeschwaders, Konteradmiral A. Je. Kroun (А. Е. Кроун), übernahm. Danach wurde das Geschwader in Wladiwostok konzentriert und bereitete sich auf eine kriegerische Auseinandersetzung (siehe dazu The Great Game) mit Großbritannien vor. Die Wladimir Monomach war zu diesem Zeitpunkt das einzige gepanzerte Schiff der russischen Flotte im Pazifik. Ab dem 9. April 1885 patrouillierte der Kreuzer unter dem Befehl des 1. Offiziers Kapitän 2. Ranges Jakow Apollonowitsch Giltebrandt (Яков Аполлонович Гильтебрандт) zwischen Wladiwostok und Japan. Im Herbst, nach der friedlichen Beilegung des Konfliktes zwischen Russland und dem Vereinigten Königreich, verlegte das Pazifikgeschwader nach Süden. Für gewöhnlich wurden die russischen Schiffe im Pazifik während der Winterzeit in südlicheren Häfen stationiert. Am 7. März 1886 verlegte das Schiff wieder in die fernöstlichen Gewässer und nahm dort seinen Dienst auf. Am 20. Dezember 1886 verließ die Wladimir Monomach Nagasaki und erreichte im Juli des Folgejahres Kronstadt.
In den Jahren 1888/89 wurde das Schiff modernisiert. Die veralteten Hauptkaliber wurden gegen neue, leistungsfähigere Geschütze mit einer Länge von 30 Kalibern ausgetauscht. Am 25. November verlegte das Schiff nach Abschluss der Modernisierung erneut in den Fernen Osten.

### 2. Einsatz im Pazifik, 1889–1892
Auf dem Weg erhielt das Schiff den Befehl, den Hafen Piräus anzulaufen. In Piräus, Basis des russischen Mittelmeergeschwaders, sollte sich das Geleit für die Reise des Großfürsten Georgi Alexandrowitsch in den Fernen Osten formieren. Die Pläne änderten sich jedoch. In Triest traf sich die Wladimir Monomach mit dem Kreuzer Pamjat Asowa unter Befehl des kaiserlichen Flagg-Kapitäns Konteradmirals Wladimir Grigorjewitsch Bassargin (Владимир Григорьевич Басаргин). Der Zarewitsch Nikolai Alexandrowitsch ging am 19. Oktober 1890 an Bord der Pamjat Asowa und trat seine Bildungsreise nach Indien und in den Fernen Osten an. Die Verzögerungen hatten sich unter anderem deshalb ergeben, weil der Pamjat Asowa die Durchfahrt durch die Dardanellen von türkischer Seite nicht gestattet wurde und der Thronfolger daher nicht wie geplant in Sewastopol an Bord gehen konnte. Auf dieser Reise begleitete die Wladimir Monomach die Pamjat Asowa. Im Februar 1891 schlossen sich beide Schiffe bei Ceylon dem Pazifikgeschwader an. Das Geschwader traf am 11. Mai 1891 in Wladiwostok ein.

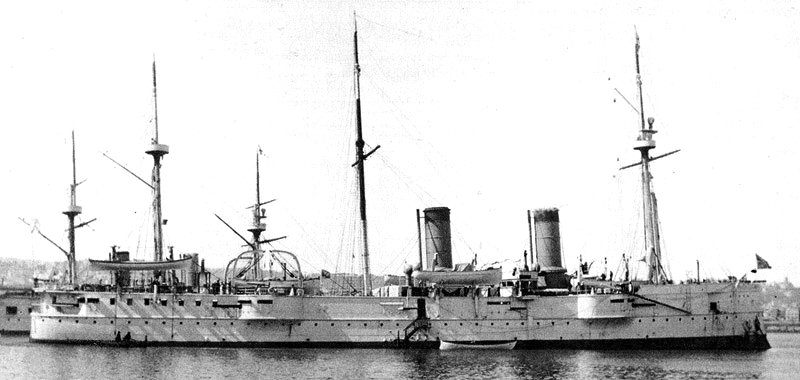
Die Wladimir Monomach nach dem Umbau 1893

In Wladiwostok wurde Kapitän 1. Ranges Oskar Wiktorowitsch Stark (Оскар Викторович Старк) zum Kommandanten des Kreuzers ernannt. Anfang Dezember verlegte die Wladimir Monomach nach Nagasaki, um dort zu überwintern und im Frühjahr von dort aus die Rückfahrt nach Europa anzutreten. Am 9. April 1892 lief der Kreuzer von der Reede ab. Er passierte das Flaggschiff Pamjat Asowa nach seemännischem Brauch an dessen Heck. Dabei setzte der mit den Eigenschaften des Schiffes nicht vertraute Stark die Wladimir Monomach auf Grund. Erst am Abend des folgenden Tages konnte die Wladimir Monomach von der Untiefe gezogen werden. Da keine größeren Schäden entstanden waren, trat das Schiff die Heimreise an und erreichte am 10. September 1892 Kronstadt. In den Jahren 1892/93 wurde das Schiff einer Generalreparatur unterzogen. Das schwere Rigg wurde entfernt und durch drei leichte Signalmasten ersetzt. Die Kesselanlage des Schiffes wurde ebenfalls überholt.

### 3. Einsatz im Pazifik, 1894–1896

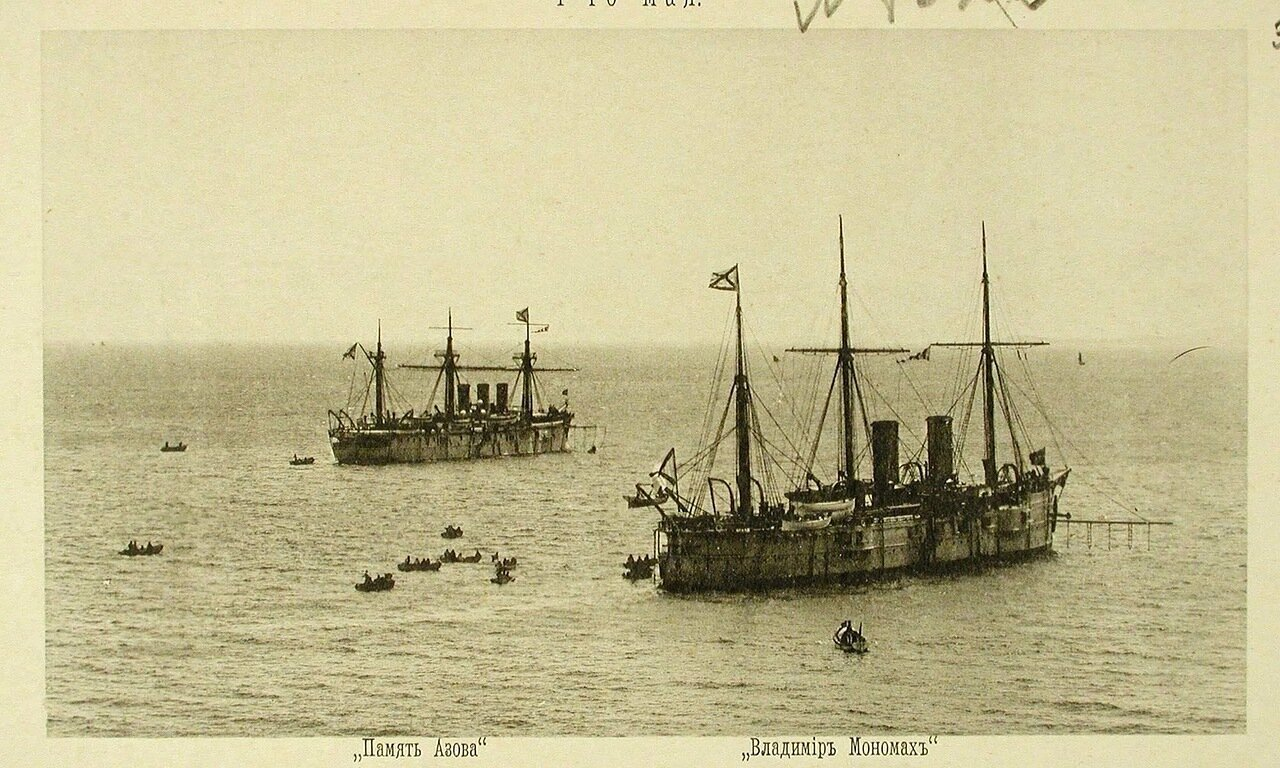
Die Kreuzer Wladimir Monomach und Pamjat Asowa vor Zhifu, China, 1895

Am 2. Oktober 1894 lief die Wladimir Monomach unter dem Kommando von Kapitän 1. Ranges Sinowi Petrowitsch Roschestwenski in Richtung Mittelmeer aus, um sich dort mit der Pamjat Asowa zu treffen. Angesichts der wegen der japanischen Ansprüche auf die Halbinsel Liaodong heraufziehenden Kriegsgefahr wurde das Schiff jedoch auf dem schnellsten Wege in den Fernen Osten beordert. Am 11. April 1895 erreichte das Schiff den chinesischen Hafen Zhifu, am 1. Mai wurde die Wladimir Monomach Flaggschiff des Befehlshabers des Pazifikgeschwaders Konteradmiral Jewgeni Iwanowitsch Alexejew. Unmittelbar nach dem Abschluss des Vertrages von Shimonoseki trat der Kreuzer eine Erkundungsfahrt entlang der Küste Koreas an. Dabei wurden Häfen erkundet, die für die Einrichtung eines russischen Flottenstützpunktes geeignet erschienen. Am 24. Januar 1896 wurde der Kreuzer jedoch nach Kronstadt zurückbeordert, um die veraltete Artillerie auszutauschen.
In den Jahren 1896/97 wurden auf dem Kreuzer fünf neue 15,2-cm-L/45-Kanonen installiert, davon eine auf der Back, vier auf dem Batteriedeck anstelle der alten 20,3-cm-Geschütze. Dazu kamen noch sechs 12,0-cm-Kanonen System Canet auf dem Batteriedeck. Durch neue, kleinere Lafettierungen konnte das Gewicht des Schiffes verringert werden.

### 4. Einsatz im Pazifik und Einsatz im Mittelmeer und in der Ostsee, 1897–1904
Im November 1897 verlegte die Wladimir Monomach wieder in den Fernen Osten und nahm 1897/98 an der Besetzung und Übergabe des Hafens Port Arthur an die russische Flotte teil. Im Juni 1900 transportierte das Schiff russische Truppen, die bei der Niederschlagung des Boxeraufstandes eingesetzt waren. Die Besatzung des Schiffes beteiligte sich an den Kämpfen an Land. Am 27. Juni wurden zwei 12,0-cm-Kanonen an Land gesetzt, mit denen während zweier Tage chinesische Stellungen beschossen wurden. Im September 1900 manövrierte das Schiff in den der Besatzung nicht vertrauten Gewässern von Port Arthur. Dabei wurde das Handelsschiff Crown of Aragon gerammt und versenkt.
Im Dezember 1901 traf sich die Wladimir Monomach in Hongkong mit der Dmitri Donskoi. Gemeinsam verlegten beide Schiffe in das Mittelmeer. Zusammen mit dem Mittelmeergeschwader unter Führung von Konteradmiral Grigori Pawlowitsch Tschuchnin (Григорий Павлович Чухнин) passierten die Schiffe den Sueskanal. Anschließend wurde die Wladimir Monomach nach Tanger beordert und versah dort Stationsdienst. Das Schiff kehrte erst im September 1902 nach Kronstadt zurück.
In den Jahren 1903/04 sollte das Schiff in ein Ausbildungsschiff umgebaut werden. Aufgrund der Formierung des 3. Pazifikgeschwaders unter Konteradmiral Nikolai Iwanowitsch Nebogatow wurden die Arbeiten jedoch auf ein Minimum begrenzt. Für die 15,2-cm- und 12,0-cm-Kanonen wurden dabei optische Visiere eingerüstet.

### Seeschlacht von Tsushima

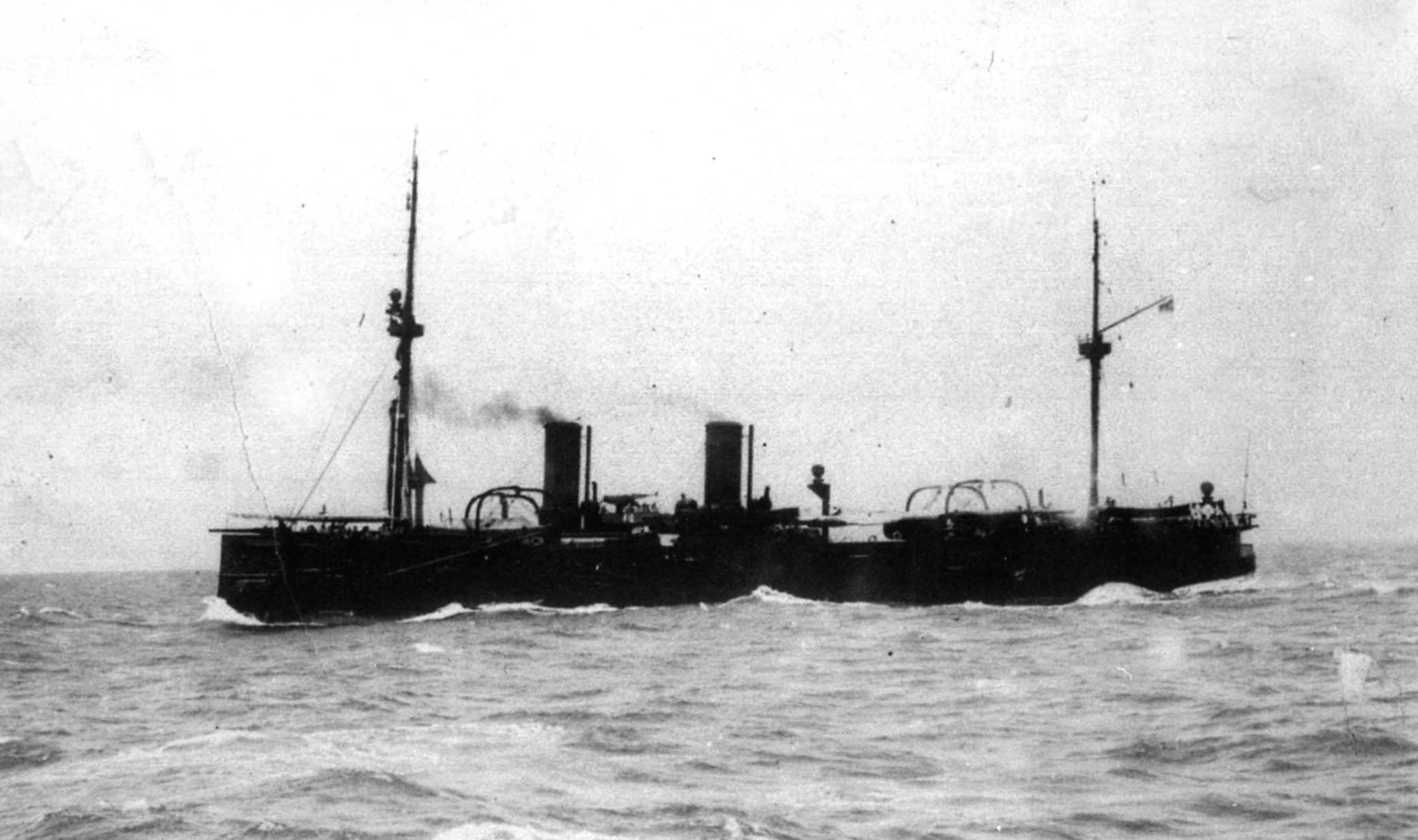
Die Wladimir Monomach im Bestand des 3. Pazifikgeschwaders

Im Februar 1905 nahm die Wladimir Monomach im Bestand des 3. Pazifikgeschwaders Kurs auf Japan auf. Nach der Fahrt durch das Mittelmeer und den Sueskanal traf sich das 3. Pazifikgeschwader am 22. Mai 1905 in der Bucht von Cam Ranh in Vietnam mit dem 2. Pazifikgeschwader unter Führung von Admiral Roschestwenski. Das 3. Pazifikgeschwader wurde als 3. Division in das 2. Pazifikgeschwader eingegliedert. Die Wladimir Monomach wurde schließlich der Kreuzerdivision unter Führung von Konteradmiral Oskar Adolfowitsch Enkwist zugeteilt. Zu Beginn der Seeschlacht von Tsushima lief das Schiff getrennt von den übrigen Schiffen der Division auf der Steuerbordseite der rechten Kolonne auf Höhe einiger Transportschiffe, denen es Geleit geben sollte. Am ersten Tag der Schlacht, dem 27. Mai, kam es um 13:45 zu einem heftigen Feuergefecht mit dem japanischen Kreuzer Izumi, der als einziges japanisches Schiff auf der Steuerbordseite des russischen Geschwaders parallel zu diesem lief. Die Wladimir Monomach konnte einige Treffer auf der Izumi anbringen, blieb selbst aber unbeschädigt.
Zu Beginn des Aufeinandertreffens der Hauptkräfte schloss die Wladimir Monomach zu den übrigen Schiffen der Kreuzerdivision am Ende der Schlachtreihe auf. Während der am Tag stattfindenden Gefechte erhielt das Schiff fünf Treffer. Dabei wurde ein Mann der Besatzung getötet und 16 verwundet, eine 12,0-cm-Kanone wurde zerstört. Gegen 16:00 Uhr schlug eine japanische Granate in der Nähe des Munitionsaufzuges des vorderen 15,2-cm-Geschützes ein. Ein Übergreifen des entstandenen Brandes auf und eine Explosion der Munitionslast konnte durch die Geschützbedienung verhindert werden.
Während der Nacht konnte sich der Kreuzer drei Torpedoangriffen der japanischen Zerstörer zunächst erfolgreich entziehen, wurde aber gegen 21:00 Uhr von einem Torpedo auf der Steuerbordseite auf der Höhe des Kohlebunkers Nr. 2 getroffen. Die Schotten des über zwanzig Jahre alten Schiffes konnten dem Druck des eindringenden Wassers nicht widerstehen. Der Maschinen- und Kesselraum auf der Steuerbordseite wurden überflutet. Die Lenzpumpen fielen wegen eines Defektes der elektrischen Anlage aus.
Der Kommandant des Schiffes, Kapitän 1. Ranges Wladimir Alexandrowitsch Popow (Владимир Александрович Попов) versuchte das koreanische Ufer zu erreichen und das Schiff dort auf Grund zu setzen. Auf Höhe der Insel Tsushima wurde er jedoch von dem japanischen Zerstörer Shiranui und dem Hilfskreuzer Sado-Maru gestellt. Die Schlagseite der Wladimir Monomach betrug mittlerweile 18°, daher war nur noch ein 7,5-cm-Geschütz einsetzbar. Als die japanischen Schiffe die aussichtslose Lage des russischen Kreuzers erkannten, stellten sie das Feuer ein. Nach dem Öffnen der Flutventile durch die Besatzung begann der Kreuzer schnell zu sinken. Am 28. Mai 1905 um 10:20 Uhr sank die Wladimir Monomach auf der Position 34° 32′ N, 129° 40′ O. Die Besatzung wurden von den japanischen Hilfskreuzern Sado-Maru und Manshu-Maru an Bord genommen.
Am 19. September 1905 wurde die Wladimir Monomach offiziell aus der Flottenliste der Kaiserlich-Russischen Marine gestrichen. Der letzte Kommandant des Kreuzers, Wladimir Alexandrowitsch Popow, kehrte bald aus japanischer Gefangenschaft zurück, übernahm am 26. Dezember 1905 das Kommando über die 9. Flottille und wurde als Generalmajor am 4. Februar 1913 Chef des Hydrographischen Korps der Kaiserlich-Russischen Marine.